# Berberis densa
Berberis densa är en berberisväxtart som beskrevs av Jules Émile Planchon, Amp; Linden, Jean Jules Linden och Planch.. Berberis densa ingår i släktet berberisar, och familjen berberisväxter. Inga underarter finns listade i Catalogue of Life.